# Faecalibacterium
Faecalibacterium es un género de bacterias. Su primera especie conocida, Faecalibacterium prausnitzii es una gram positiva, mesofílica, con forma de bastón, anaeróbica y es una de las bacterias comensales más abundantes de la microbiota humana. Otra de sus características es la incapacidad de moverse ni generar esporas. Dentro de los compuestos producidos por esta bacteria destaca el butirato, así como también otros ácidos grasos de cadena corta a través de la fermentación de la fibra dietética.

## Relevancia clínica
En los individuos sanos, Faecalibacterium prausnitzii representa más del 5% de las bacterias del intestino, haciéndola una de las más prevalentes. Se ha asociado con un efecto potenciador del sistema inmune. Niveles bajos de dicha bacteria se han asociado con algunas enfermedades como Enfermedad de Crohn, obesidad, asma y episodio depresivo mayor, mientras que niveles muy elevados se han asociado a Psoriasis.